# De Moeren (Frankrijk)
De Moeren (Frans: Les Moëres) is een voormalige Franse gemeente in de Westhoek, in het Noorderdepartement aan de grens met België. De gemeente is op 1 januari 2016 opgegaan in de gemeente Gijvelde, die net als De Moeren in Frans-Vlaanderen ligt en deel uitmaakt  van de streek het Blootland. De gemeente vormde tevens het Franse deel van de gelijknamige droogmakerij De Moeren. Het Belgische deel van deze droogmakerij is een deelgemeente van de West-Vlaamse gemeente Veurne.

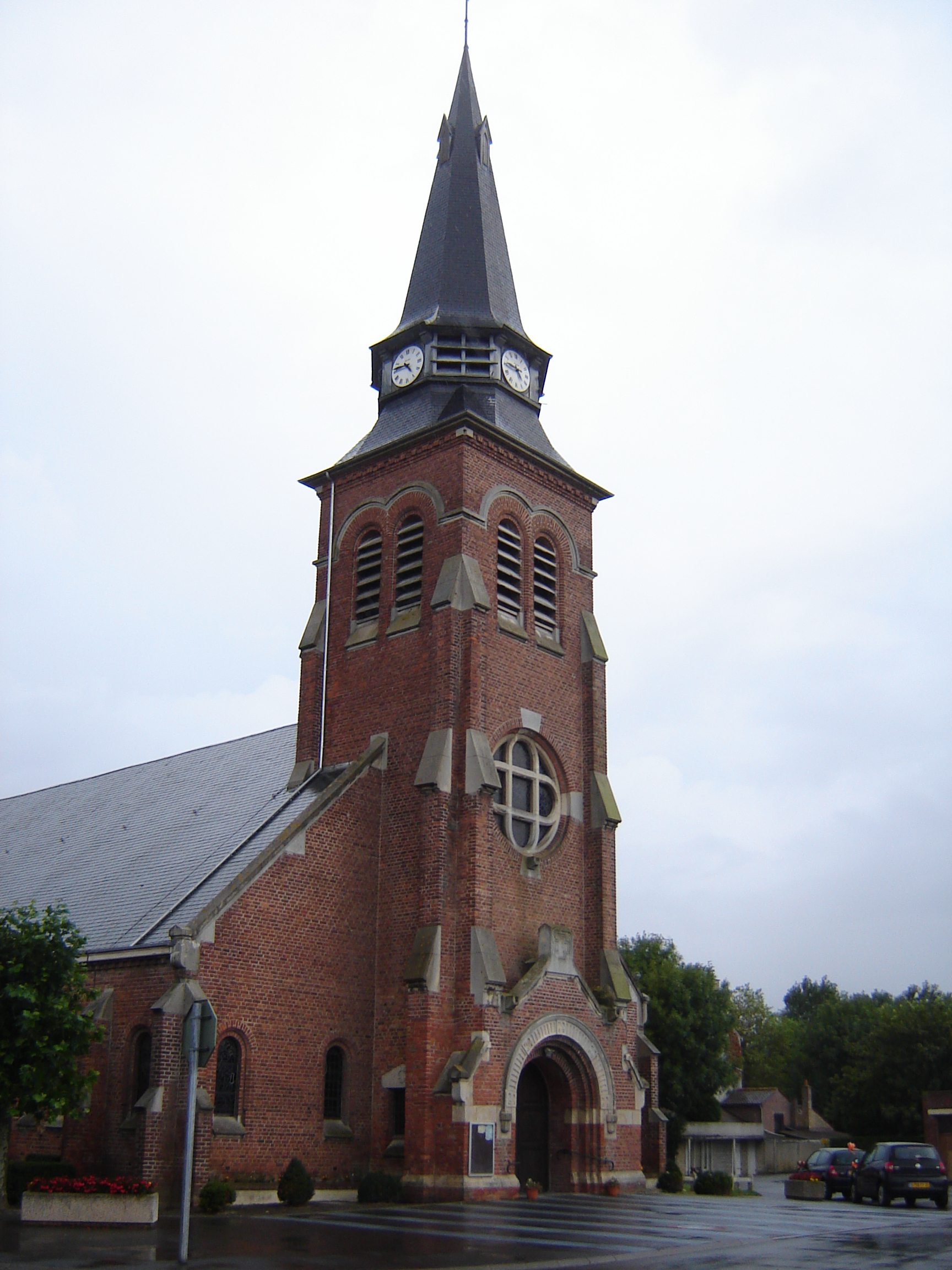
Onze-Lieve-Vrouw-Hemelvaartkerk (Église Notre-Dame-de-l'Assomption)

## Geografie
In 1999 had de gemeente een inwonersaantal van 680 en een oppervlakte van circa 2200 ha. De totale droogmakerij is 3650 hectare groot. De enige nederzetting in de droogmakerij is het dorpje Moerekerke. De meerderheid van de inwoners woont echter verspreid in de polder.
De gemeente maakt deel uit van het Blootland, een fysisch-geografische eenheid binnen de Westhoek. Het is een erg laag gelegen gebied: het diepste punt ligt vier meter onder zeeniveau. Om de polder droog te houden, wordt de waterhuishouding permanent geregeld met gemalen, die het water via vaarten op de Ringsloot spuien.
Kenmerkend zijn het kaarsrechte wegenpatroon en het vlakke en weidse uitzicht tot aan de horizon. Er zijn zowel weide- als akkerlanden te vinden, in een verhouding van ongeveer 20 % - 80 %. De landbouw speelt in de werkgelegenheid nog een belangrijke rol. Daarnaast is het vanwege de rust aantrekkelijk voor recreatie en toerisme.

## Geschiedenis
Aan het einde van de middeleeuwen bestond het gebied van De Moeren uit een laaggelegen moeraslandschap met twee grote poelen, de Kleine en de Grote Moere. Al vanaf het begin van de zeventiende eeuw is er getracht De Moeren in te polderen; hoewel dat enkele malen gelukt is, werd het gebied later toch weer overstroomd. Pas in 1826 werd het definitief drooggelegd.
De onderstaande kaart toont de ligging van De Moeren (Frankrijk) met de belangrijkste infrastructuur en aangrenzende gemeenten.

## Bezienswaardigheden
- De Onze-Lieve-Vrouw-Hemelvaartkerk (Église Notre-Dame-de-l'Assomption)
- Op de gemeentelijke Begraafplaats van De Moeren bevinden zich bijna 70 Britse militaire graven van gesneuvelden uit de Tweede Wereldoorlog.
- De Moulin du Rhin, een windmolenrestant.

## Natuur en landschap
Het dorp De Moeren bevindt zich centraal in de droogmakerij De Moeren op een hoogte van ongeveer 0 meter. Het landschap is uitzonderlijk vlak en boomloos en bestaat uit een raster van kaarsrechte wegen en waterlopen, omringd door een ringvaart, waarop het water wordt uitgeslagen.

## Demografie
Onderstaande figuur toont het verloop van het inwonertal (bron: INSEE-tellingen).

## Nabijgelegen kernen
De Moeren, Gijvelde, Uksem, Hondschote, Houtem